# Smart 5
A Smart #5 egy akkumulátoros elektromos, közepes méretű crossover SUV, amelyet a Mercedes-Benz Group és a Geely Holding közös vegyesvállalata, a Smart Automobile fejlesztett és gyárt. Ez a harmadik típus, amelyet a közös vállalat gyárt. A modell a Geely által kifejezetten elektromos autók gyártásához kifejlesztett Sustainable Experience Architecture (SEA) platformon alapul.

### Smart Concept #5
A Smart #5-öst alapjául szolgáló Smart Concept #5 koncepcióautót 2024 áprilisában mutatta beaz Auto China kiállításon.

## Áttekintés
A Smart #5-öst 2024. június 13-án mutatták be.

## Műszaki adatok
A Smart #5 négy hajtásláncot kínál. 

## Fordítás
Ez a szócikk részben vagy egészben  a   Smart 5 című angol Wikipédia-szócikk ezen változatának fordításán alapul.  Az eredeti cikk szerkesztőit annak laptörténete sorolja fel. Ez a jelzés csupán a megfogalmazás eredetét és a szerzői jogokat jelzi, nem szolgál a cikkben szereplő információk forrásmegjelöléseként.